# Роулз, Барбара
Барбара Энн Роулз (англ. Barbara Ann Roles; род. 6 апреля 1941, Сан-Матео, США) — фигуристка из США, бронзовый призёр Олимпийских игр 1960 года, бронзовый призёр чемпионата мира 1960 года, чемпионка США 1962 года в женском одиночном катании.
Барбара Роулз после удачного выступления на Олимпиаде ушла из спорта, родила дочь. После гибели американской команды фигуристов в авиационной катастрофе, вернулась в фигурное катание, стала в 1962 году чемпионкой США. В конце этого же года родила сына и пропустила сезон 1963 года. Вновь вернулась в спорт и попыталась квалифицироваться на олимпийские игры 1964 года, но стала лишь пятой. Барбара Роулз стала тренером, среди её учеников Лиза Мари Ален, Венди Бург, Николь Бобек, Брайан Покар, Викки де Вриз, Джеффри Варнер.

## Спортивные достижения
| Соревнования/Сезоны     | 1959 | 1960 | 1961 | 1962 | 1963 | 1964 |
| ----------------------- | ---- | ---- | ---- | ---- | ---- | ---- |
| Зимние Олимпийские игры |      | 3    |      |      |      |      |
| Чемпионаты мира         | 5    | 3    |      | 5    |      |      |
| Чемпионаты США          | 3    | 2    |      | 1    |      | 5    |